# Festival de Sanremo 2016
Le soixante-sixième Festival de Sanremo s'est tenu au Théâtre Ariston de la ville de Sanremo du 9 au 13 février 2016. Il est présenté par Carlo Conti, Gabriel Garko, Virginia Rafaele et Mădălina Ghenea.
Le Festival est divisé en deux catégories : la catégorie Campioni, composée de vingt artistes déjà connus et la catégorie Nuove Proposte où concourent huit chanteurs émergents. Le vainqueur de la catégorie Campioni possède, selon le règlement du Festival, le droit de préemption pour représenter l'Italie au Concours Eurovision de la chanson 2016.
La catégorie Nuove Proposte est remportée le 12 février par le chanteur Francesco Gabbani et sa chanson Amen. La catégorie Campioni est, pour sa part, remportée le 13 février par Stadio et la chanson Un giorno mi dirai.

## Participants

### Campioni
| Artiste                           | Chanson                          | Auteur(s)                                                              |
| --------------------------------- | -------------------------------- | ---------------------------------------------------------------------- |
| Alessio Bernabei                  | Noi siamo infinito               | I. Amatucci, R. Casalino et D. Faini                                   |
| Annalisa                          | Il diluvio universale            | A. Scarrone et D. Calvetti                                             |
| Arisa                             | Guardando il cielo               | G. Anastasi                                                            |
| Bluvertigo                        | Semplicemente                    | M. Castoldi                                                            |
| Clementino                        | Quando sono lontano              | C. Maccaro, V. Stein et K. Scherer                                     |
| Dear Jack                         | Mezzo respiro                    | R. Balbo, S. Paviani, L. Riflessi et C. Corradini                      |
| Dolcenera                         | Ora o mai più (le cose cambiano) | E. Trane et A. Finazzo                                                 |
| Elio e le Storie Tese             | Vincere l'odio                   | S. Belisari, S. Conforti, D. Civaschi et N. Fasani                     |
| Enrico Ruggeri                    | Il primo amore non si scorda mai | E. Ruggeri                                                             |
| Francesca Michielin               | Nessun grado di separazione      | F. Abbate, F. Michielin, Cheope et F. Gargiulo                         |
| Giovanni Caccamo e Deborah Iurato | Via da qui                       | G. Sangiorgi                                                           |
| Irene Fornaciari                  | Blu                              | I. Fornaciari, D. Calvetti, G. Dati et M. Fontana                      |
| Lorenzo Fragola                   | Infinite volte                   | L. Fragola, R. Di Benedetto, R. Canale, F. Ferraguzzo et A. Filippelli |
| Neffa                             | Sogni e nostalgia                | G. Pellino                                                             |
| Noemi                             | La borsa di una donna            | M. Masini, M. Adami e A. Iammarino                                     |
| Rocco Hunt                        | Wake Up                          | R. Pagliarulo, V. Catanzaro et S. Benussi                              |
| Patty Pravo                       | Cieli immensi                    | F. Zampaglione                                                         |
| Stadio                            | Un giorno mi dirai               | S. Grandi, G. Curreri et L. Chiaravalli                                |
| Valerio Scanu                     | Finalmente piove                 | F. Moro                                                                |
| Zero Assoluto                     | Di me e di te                    | T. De Gasperi, M. Maffucci, A. Filippelli et L. Vicini                 |

### Nuove Proposte
Six artistes participants à la section Nuove Proposte ont été sélectionnés lors de l'émission Sanremo Giovani 2015. Les deux autres lors de l'édition 2015 de Area Sanremo.
| Artiste             | Chanson         | Auteur(s)                                    |
| ------------------- | --------------- | -------------------------------------------- |
| Francesco Gabbani   | Amen            | F. Ilacqua et F. Gabbani                     |
| Chiara Dello Iacovo | Introverso      | C. Dello Iacovo                              |
| Ermal Meta          | Odio le favole  | E. Meta                                      |
| Mahmood             | Dimentica       | A. Mahmoud, M. Grilli et F. Fugazza          |
| Michael Leonardi    | Rinascerai      | M. A. Vaiasinni, E. Giacca et E. Rentocchini |
| Miele               | Mentre ti parlo | M. Paruzzo et A. Rodini                      |
| Irama               | Cosa resterà    | F. M. Fanti et G. Nenna                      |
| Cecile              | N.E.G.R.A.      | L. Lombardi Dallamano                        |

## Soirées

### Première soirée

#### Campioni
Lors de la première soirée, dix des artistes de la catégorie Campioni présentent leur chanson. Un vote a lieu entre ces dix participants, composé pour une moitié du vote de la salle de presse et pour l'autre moitié du télévote. Ce vote aura aussi une influence lors de la quatrième soirée.
| Ordre | Artiste                          | Chanson                          | Vote                  | Vote           | Vote    | Place |
| Ordre | Artiste                          | Chanson                          | Salle de presse (50%) | Télévote (50%) | Moyenne | Place |
| ----- | -------------------------------- | -------------------------------- | --------------------- | -------------- | ------- | ----- |
| 1     | Lorenzo Fragola                  | Infinite volte                   | 6,30 %                | 13,79 %        | 10,04 % | 5     |
| 2     | Noemi                            | La borsa di una donna            | 13,17%                | 5,91%          | 9,54%   | 7     |
| 3     | I Dear Jack                      | Mezzo respiro                    | 3,44%                 | 8,83%          | 6,13%   | 10    |
| 4     | Debora Iurato & Giovanni Caccamo | Via da qui                       | 8,02 %                | 16,09 %        | 12,05 % | 2     |
| 5     | Stadio                           | Un giorno mi dirai               | 12,79 %               | 10,65 %        | 11,72 % | 3     |
| 6     | Arisa                            | Guardando il cielo               | 13,17 %               | 6,78 %         | 9,98 %  | 6     |
| 7     | Enrico Ruggeri                   | Il primo amore non si scorda mai | 13,93 %               | 8,41 %         | 11,17 % | 4     |
| 8     | Morgan & Bluvertigo              | Semplicemente                    | 6,68%                 | 5,62%          | 6,15%   | 9     |
| 9     | Rocco Hunt                       | Wake up                          | 15,46 %               | 16,58 %        | 16,02 % | 1     |
| 10    | Irene Fornaciari                 | Blu                              | 7,06%                 | 7,34%          | 7,20%   | 8     |

### Deuxième soirée

#### Campioni
Lors de cette soirée, les dix artistes restants de la catégorie Campioni sont présentés. Le système de vote est identique à celui de la première soirée. Le vote comptera lors de la quatrième soirée.
| Ordre | Artiste               | Chanson                     | Vote                  | Vote           | Vote    | Place |
| Ordre | Artiste               | Chanson                     | Salle de presse (50%) | Télévote (50%) | Moyenne | Place |
| ----- | --------------------- | --------------------------- | --------------------- | -------------- | ------- | ----- |
| 1     | Dolcenera             | Ora o mai più               | 4,79%                 | 13,74%         | 9,27%   | 8     |
| 2     | Clementino            | Quando sono lontano         | 15,50 %               | 5,92 %         | 10,71 % | 5     |
| 3     | Patty Pravo           | Cieli immensi               | 12,07 %               | 12,79 %        | 12,43 % | 2     |
| 4     | Valerio Scanu         | Finalmente piove            | 20,31 %               | 5,73 %         | 13,02 % | 1     |
| 5     | Francesca Michielin   | Nessun grado di separazione | 7,92 %                | 13,74 %        | 10,83 % | 4     |
| 6     | Alessio Bernabei      | Noi siamo infinito          | 12,64%                | 5,92%          | 9,28%   | 7     |
| 7     | Elio e le Storie Tese | Vincere l’odio              | 5,96 %                | 14,50 %        | 10,23 % | 6     |
| 8     | Neffa                 | Sogni e nostalgia           | 2,35%                 | 6,30%          | 4,23%   | 10    |
| 9     | Annalisa              | Il diluvio universale       | 11,06 %               | 12,21 %        | 11,64 % | 3     |
| 10    | Zero Assoluto         | Di me e di te               | 7,41%                 | 9,16%          | 8,28%   | 9     |

#### Nuove Proposte
Lors de cette soirée, quatre artistes de la catégorie Nuove Proposte sont présentés. Ils concourent sous la forme de deux duels. De chaque duel ressortira un vainqueur qui se qualifiera pour la finale. Le système de vote est identique à celui utilisé pour la catégorie Campioni.
| Duel | Ordre | Artiste             | Chanson        | Vote                  | Vote           | Vote    | Place |
| Duel | Ordre | Artiste             | Chanson        | Salle de presse (50%) | Télévote (50%) | Moyenne | Place |
| ---- | ----- | ------------------- | -------------- | --------------------- | -------------- | ------- | ----- |
| I    | 1     | Chiara Dello Iacovo | Introverso     | 58,12%                | 69,43%         | 63,78%  | 1     |
| I    | 2     | Cecile              | N.E.G.R.A.     | 41,88%                | 30,57%         | 36,22%  | 2     |
| II   | 1     | Irama               | Cosa resterà   | 18,64%                | 63,44%         | 41,04%  | 2     |
| II   | 2     | Ermal Meta          | Odio le favole | 81,36%                | 36,56%         | 58,96%  | 1     |

### Troisième soirée

#### Campioni— Covers
Lors de la troisième soirée, les vingt artistes interprètent des reprises de chansons italiennes ou internationales traduites en italien. Répartis dans un premier temps en cinq groupes de quatre artistes, le meilleur du groupe se qualifie pour la deuxième phase de vote. Au terme de celle-ci, la meilleure reprise est désignée. Dans les deux phases, le système de vote est identique à celui précédemment utilisé. De plus, cette soirée ne met pas en risque d'élimination les artistes car le vote ne compte pas pour la quatrième soirée.
| Groupe | Ordre | Artiste                           | Chanson (Artiste original)              | Vote                  | Vote           | Vote    | Place |
| Groupe | Ordre | Artiste                           | Chanson (Artiste original)              | Salle de presse (50%) | Télévote (50%) | Moyenne | Place |
| ------ | ----- | --------------------------------- | --------------------------------------- | --------------------- | -------------- | ------- | ----- |
| I      | 1     | Noemi                             | Dedicato (Loredana Bertè)               | 40,95%                | 25,74%         | 33,35%  | 1     |
| I      | 2     | Dear Jack                         | Un bacio a mezzanotte (Quartetto Cetra) | 15,24%                | 27,27%         | 21,25%  | 3     |
| I      | 3     | Zero Assoluto                     | Goldrake (Actarus)                      | 12,86%                | 13,83%         | 13,34%  | 4     |
| I      | 4     | Giovanni Caccamo & Deborah Iurato | Amore senza fine (Pino Daniele)         | 30,95%                | 33,16%         | 32,06%  | 2     |
| II     | 1     | Patty Pravo & Fred De Palma       | Tutt'al più (Patty Pravo)               | 20,25%                | 15,02%         | 17,63%  | 3     |
| II     | 2     | Alessio Bernabei & Benji & Fede   | A mano a mano (Riccardo Cocciante)      | 8,68%                 | 54,28%         | 31,48%  | 2     |
| II     | 3     | Dolcenera                         | Amore disperato (Nada)                  | 26,03%                | 9,05%          | 17,54%  | 4     |
| II     | 4     | Clementino                        | Don Raffaè (Fabrizio De André)          | 45,04%                | 21,66%         | 33,35%  | 1     |
| III    | 1     | Elio e le Storie Tese             | Quinto ripensamento (Walter Murphy)     | 17,36%                | 17,20%         | 17,28%  | 4     |
| III    | 2     | Arisa                             | Cuore (Rita Pavone)                     | 18,18%                | 20,22%         | 19,20%  | 3     |
| III    | 3     | Rocco Hunt                        | Tu vuò fà l'americano (Renato Carosone) | 30,99%                | 39,74%         | 35,37%  | 1     |
| III    | 4     | Francesca Michielin               | Il mio canto libero (Lucio Battisti)    | 33,47%                | 22,84%         | 28,16%  | 2     |
| IV     | 1     | Neffa & the Bluebeaters           | 'O sarracino (Renato Carosone)          | 21,74%                | 8,12%          | 14,93%  | 4     |
| IV     | 2     | Valerio Scanu                     | Io vivrò (senza te) (Lucio Battisti)    | 27,39%                | 65,72%         | 46,55%  | 1     |
| IV     | 3     | Irene Fornaciari                  | Se perdo anche te (Gianni Morandi)      | 21,74%                | 8,98%          | 15,36%  | 3     |
| IV     | 4     | Bluvertigo                        | La lontananza (Domenico Modugno)        | 29,13%                | 17,19%         | 23,16%  | 2     |
| V      | 1     | Lorenzo Fragola                   | La donna cannone (Francesco De Gregori) | 17,80%                | 35,78%         | 26,79%  | 3     |
| V      | 2     | Enrico Ruggeri                    | A' canzuncella (Alunni del Sole)        | 12,29%                | 10,34%         | 11,31%  | 4     |
| V      | 3     | Annalisa                          | America (Gianna Nannini)                | 25,85%                | 34,47%         | 30,16%  | 2     |
| V      | 4     | Stadio                            | La sera dei miracoli (Lucio Dalla)      | 44,07%                | 19,42%         | 31,74%  | 1     |

| Ordre | Artiste       | Chanson (Artiste original)              | Vote                  | Vote           | Vote    | Place |
| Ordre | Artiste       | Chanson (Artiste original)              | Salle de presse (50%) | Télévote (50%) | Moyenne | Place |
| ----- | ------------- | --------------------------------------- | --------------------- | -------------- | ------- | ----- |
| 1     | Noemi         | Dedicato (Loredana Bertè)               | 19,57%                | 11,80%         | 15,68%  | 4     |
| 2     | Clementino    | Don Raffaè (Fabrizio De André)          | 18,26%                | 19,17%         | 18,72%  | 3     |
| 3     | Rocco Hunt    | Tu vuò fà l'americano (Renato Carosone) | 20,00%                | 10,34%         | 15,17%  | 5     |
| 4     | Valerio Scanu | Io vivrò (senza te) (Lucio Battisti)    | 10,00%                | 31,59%         | 20,80%  | 2     |
| 5     | Stadio        | La sera dei miracoli (Lucio Dalla)      | 32,17%                | 27,09%         | 29,63%  | 1     |

#### Nuove Proposte
Lors de cette soirée, les quatre artistes restants de la catégorie Nuove Proposte sont présentés. Comme le soir précédent, ils concourent sous la forme de deux duels. De chaque duel ressortira un vainqueur qui se qualifiera pour la finale. Le système de vote est identique.
| Duel | Ordre | Artiste           | Chanson         | Vote                  | Vote           | Vote    | Place |
| Duel | Ordre | Artiste           | Chanson         | Salle de presse (50%) | Télévote (50%) | Moyenne | Place |
| ---- | ----- | ----------------- | --------------- | --------------------- | -------------- | ------- | ----- |
| I    | 1     | Miele             | Mentre ti parlo | 28,15%                | 70,20%         | 49,17%  | 2     |
| I    | 2     | Francesco Gabbani | Amen            | 71,85%                | 29,80%         | 50,83%  | 1     |
| II   | 1     | Michael Leonardi  | Rinascerai      | 26,45%                | 40,42%         | 33,43%  | 2     |
| II   | 2     | Mahmood           | Dimentica       | 73,55%                | 59,58%         | 66,57%  | 1     |

### Quatrième soirée

#### Campioni
Lors de la quatrième soirée, les vingt artistes de la catégorie Campioni interprètent leur chanson. Le résultat de la soirée est déterminé pour moitié par le vote des première et deuxième soirées et pour l'autre moitié par le vote de la quatrième soirée. Le vote de la quatrième soirée est lui-même décomposé en le vote d'un jury démoscopique pour 30%, le vote d'un jury d'experts pour 30% et le télévote pour 40%.
Les cinq artistes les moins bien classés feront partie d'un tour de repêchage se tenant de la fin de la quatrième soirée jusqu'au début de la cinquième. Quatre artistes seront alors éliminés tandis que le mieux classé concourra lors de la finale.
| Ordre | Artiste                           | Chanson                          | Vote                             | Vote                       | Vote                       | Vote                       | Vote    | Place |
| Ordre | Artiste                           | Chanson                          | Vote des 1re et 2e soirées (50%) | Vote de la 4e soirée (50%) | Vote de la 4e soirée (50%) | Vote de la 4e soirée (50%) | Moyenne | Place |
| Ordre | Artiste                           | Chanson                          | Vote des 1re et 2e soirées (50%) | Jury démoscopique (30%)    | Jury expert (30%)          | Télévote (40%)             | Moyenne | Place |
| ----- | --------------------------------- | -------------------------------- | -------------------------------- | -------------------------- | -------------------------- | -------------------------- | ------- | ----- |
| 1     | Annalisa                          | Il diluvio universale            | 5,82%                            | 6,05%                      | 0,63%                      | 5,49%                      | 5,01%   | 10    |
| 2     | Zero Assoluto                     | Di me e di te                    | 4,14%                            | 4,05%                      | 4,38%                      | 2,64%                      | 3,86%   | 16    |
| 3     | Rocco Hunt                        | Wake Up                          | 8,01%                            | 5,02%                      | 6,25%                      | 7,55%                      | 7,20%   | 2     |
| 4     | Irene Fornaciari                  | Blu                              | 3,60%                            | 3,50%                      | 5,63%                      | 2,90%                      | 3,75%   | 17    |
| 5     | Giovanni Caccamo & Deborah Iurato | Via da qui                       | 6,03%                            | 5,42%                      | 5,63%                      | 8,76%                      | 6,42%   | 4     |
| 6     | Enrico Ruggeri                    | Il primo amore non si scorda mai | 5,59%                            | 6,55%                      | 10,00%                     | 4,45%                      | 6,17%   | 5     |
| 7     | Francesca Michielin               | Nessun grado di separazione      | 5,42%                            | 8,22%                      | 10,63%                     | 6,01%                      | 6,74%   | 3     |
| 8     | Elio e le Storie Tese             | Vincere l'odio                   | 5,12%                            | 5,97%                      | 5,63%                      | 1,90%                      | 4,68%   | 11    |
| 9     | Patty Pravo                       | Cieli immensi"                   | 6,21%                            | 5,10%                      | 4,38%                      | 7,00%                      | 5,93%   | 6     |
| 10    | Alessio Bernabei                  | "Noi siamo infinito"             | 4,64%                            | 2,68%                      | 0,00%                      | 7,80%                      | 4,28%   | 14    |
| 11    | Neffa                             | Sogni e nostalgia                | 2,16%                            | 3,62%                      | 8,75%                      | 1,36%                      | 3,21%   | 19    |
| 12    | Valerio Scanu                     | Finalmente piove                 | 6,51%                            | 3,05%                      | 0,63%                      | 9,13%                      | 5,63%   | 7     |
| 13    | Dear Jack                         | Mezzo respiro                    | 3,07%                            | 2,78%                      | 0,63%                      | 3,58%                      | 2,76%   | 20    |
| 14    | Noemi                             | La borsa di una donna            | 4,77%                            | 7,02%                      | 6,88%                      | 4,34%                      | 5,34%   | 8     |
| 15    | Stadio                            | Un giorno mi dirai               | 5,86%                            | 7,88%                      | 10,00%                     | 8,09%                      | 7,23%   | 1     |
| 16    | Arisa                             | Guardando il cielo               | 4,99%                            | 5,88%                      | 3,13%                      | 2,55%                      | 4,36%   | 13    |
| 17    | Lorenzo Fragola                   | Infinite volte                   | 5,02%                            | 5,13%                      | 2,50%                      | 4,79%                      | 4,61%   | 12    |
| 18    | Bluvertigo                        | Semplicemente                    | 3,07%                            | 1,97%                      | 7,50%                      | 2,03%                      | 3,36%   | 18    |
| 19    | Dolcenera                         | Ora o mai più (le cose cambiano) | 4,63%                            | 6,03%                      | 3,13%                      | 2,72%                      | 4,23%   | 15    |
| 20    | Clementino                        | Quando sono lontano              | 5,35%                            | 4,08%                      | 3,75%                      | 6,91%                      | 5,23%   | 9     |

#### Nuove Proposte— Finale
Lors de la quatrième soirée a lieu la finale de la catégorie Nuove Proposte. Les quatre artistes encore en lice interprètent une nouvelle fois leur chanson. Le résultat est déterminé par le vote d'un jury démoscopique pour 30%, le vote d'un jury d'experts pour 30% et le télévote pour 40%. Au terme du vote, Francesco Gabbani est désigné vainqueur avec sa chanson Amen.
| Ordre | Artiste             | Chanson        | Vote                    | Vote              | Vote           | Vote    | Place |
| Ordre | Artiste             | Chanson        | Jury démoscopique (30%) | Jury expert (30%) | Télévote (40%) | Moyenne | Place |
| ----- | ------------------- | -------------- | ----------------------- | ----------------- | -------------- | ------- | ----- |
| 1     | Mahmood             | Dimentica      | 12,67%                  | 18,75%            | 11,23%         | 13,92%  | 4     |
| 2     | Francesco Gabbani   | Amen           | 29,17%                  | 43,75%            | 50,39%         | 42,03%  | 1     |
| 3     | Chiara Dello Iacovo | Introverso     | 36,00%                  | 31,25%            | 23,99%         | 29,77%  | 2     |
| 4     | Ermal Meta          | Odio le favole | 22,17%                  | 6,25%             | 14,39%         | 14,28%  | 3     |

### Repêchage
Entre la quatrième et la cinquième soirée a lieu un tour de repêchage entre les cinq artistes les moins bien classés de la quatrième soirée en catégorie Campioni. Le résultat est déterminé via le télévote seul.
| Artiste          | Chanson           | Télévote | Place |
| ---------------- | ----------------- | -------- | ----- |
| Zero Assoluto    | Di me e di te     | 14,40%   | 4     |
| Irene Fornaciari | Blu               | 31,46%   | 1     |
| Neffa            | Sogni e nostalgia | 9,97%    | 5     |
| Dear Jack        | Mezzo respiro     | 29,08%   | 2     |
| Bluvertigo       | Semplicemente     | 15,09%   | 3     |

### Cinquième soirée

#### Campioni— Finale
La finale de la catégorie Campioni est en deux temps. Dans un premier temps, les seize artistes en lice interprètent leur chanson, puis un vote a lieu. Similairement à la veille il est composé par le vote d'un jury démoscopique pour 30%, le vote d'un jury d'experts pour 30% et le télévote pour 40%. Au terme de ce premier vote, les trois artistes les mieux classés se qualifieront pour le deuxième tour de vote qui désignera le vainqueur.
| Ordre | Artiste                           | Chanson                          | Vote                    | Vote              | Vote           | Vote    | Place |
| Ordre | Artiste                           | Chanson                          | Jury démoscopique (30%) | Jury expert (30%) | Télévote (40%) | Moyenne | Place |
| ----- | --------------------------------- | -------------------------------- | ----------------------- | ----------------- | -------------- | ------- | ----- |
| 1     | Francesca Michielin               | Nessun grado di separazione      | 9,72%                   | 6,88%             | 8,17%          | 8,25%   | 2     |
| 2     | Alessio Bernabei                  | Noi siamo infinito               | 3,12%                   | 0,00%             | 8,05%          | 4,16%   | 14    |
| 3     | Clementino                        | Quando sono lontano              | 4,22%                   | 3,75%             | 7,80%          | 5,51%   | 7     |
| 4     | Patty Pravo                       | Cieli immensi                    | 5,98%                   | 3,75%             | 8,23%          | 6,21%   | 6     |
| 5     | Lorenzo Fragola                   | Infinite volte                   | 5,93%                   | 2,50%             | 9,40%          | 6,29%   | 5     |
| 6     | Noemi                             | La borsa di una donna            | 8,03%                   | 4,38%             | 4,12%          | 5,37%   | 8     |
| 7     | Elio e le Storie Tese             | "Vincere l'odio"                 | 6,13%                   | 4,38%             | 2,66%          | 4,22%   | 12    |
| 8     | Arisa                             | "Guardando il cielo"             | 7,20%                   | 3,13%             | 3,73%          | 4,59%   | 10    |
| 9     | Stadio                            | Un giorno mi dirai               | 10,57%                  | 45,00%            | 10,30%         | 20,79%  | 1     |
| 10    | Annalisa                          | Il diluvio universale            | 6,52%                   | 0,63%             | 5,45%          | 4,32%   | 11    |
| 11    | Rocco Hunt                        | Wake Up                          | 6,00%                   | 1,25%             | 7,43%          | 5,15%   | 9     |
| 12    | Dolcenera                         | Ora o mai più (le cose cambiano) | 6,38%                   | 1,88%             | 2,39%          | 3,43%   | 15    |
| 13    | Enrico Ruggeri                    | Il primo amore non si scorda mai | 7,52%                   | 8,75%             | 3,62%          | 6,33%   | 4     |
| 14    | Giovanni Caccamo & Deborah Iurato | Via da qui                       | 6,32%                   | 10,63%            | 7,85%          | 8,22%   | 3     |
| 15    | Valerio Scanu                     | Finalmente piove                 | 2,95%                   | 0,00%             | 8,20%          | 4,17%   | 13    |
| 16    | Irene Fornaciari                  | Blu                              | 3,42%                   | 3,13%             | 2,60%          | 3,00%   | 16    |

| Ordre | Artiste                           | Chanson                     | Vote                    | Vote              | Vote           | Vote    | Place |
| Ordre | Artiste                           | Chanson                     | Jury démoscopique (30%) | Jury expert (30%) | Télévote (40%) | Moyenne | Place |
| ----- | --------------------------------- | --------------------------- | ----------------------- | ----------------- | -------------- | ------- | ----- |
| 1     | Giovanni Caccamo & Deborah Iurato | Via da qui                  | 29,39%                  | 25,00%            | 26,43%         | 26,89%  | 3     |
| 2     | Francesca Michielin               | Nessun grado di separazione | 34,72%                  | 27,08%            | 29,58%         | 30,37%  | 2     |
| 3     | Stadio                            | Un giorno mi dirai          | 35,89%                  | 47,92%            | 43,99%         | 42,74%  | 1     |

Le Festival est finalement remporté par le groupe Stadio et leur chanson Un giorno mi dirai.

## Audiences
| Soirée | Date            | 1re partie      | 1re partie | 2de partie      | 2de partie | Moyenne         | Moyenne | Références |
| Soirée | Date            | Télespectateurs | PDM        | Télespectateurs | PDM        | Télespectateurs | PDM     | Références |
| ------ | --------------- | --------------- | ---------- | --------------- | ---------- | --------------- | ------- | ---------- |
| I      | 9 février 2016  | 12 516 000      | 49,15%     | 5 907 000       | 52,31%     | 11 134 000      | 49,48%  | [ 3 ]      |
| II     | 10 février 2016 | 12 390 000      | 49,19%     | 6 357 000       | 54,03%     | 10 748 000      | 49,91%  | [ 4 ]      |
| III    | 11 février 2016 | 12 033 000      | 45,91%     | 6 821 000       | 58,04%     | 10 462 000      | 47,88%  | [ 5 ]      |
| IV     | 12 février 2016 | 12 201 000      | 46,05%     | 6 414 000       | 55,20%     | 10 164 000      | 47,81%  | [ 6 ]      |
| Finale | 13 février 2016 | 12 695 000      | 48,76%     | 8 712 000       | 64,89%     | 11 222 128      | 52,52%  | [ 7 ]      |

## À l'Eurovision

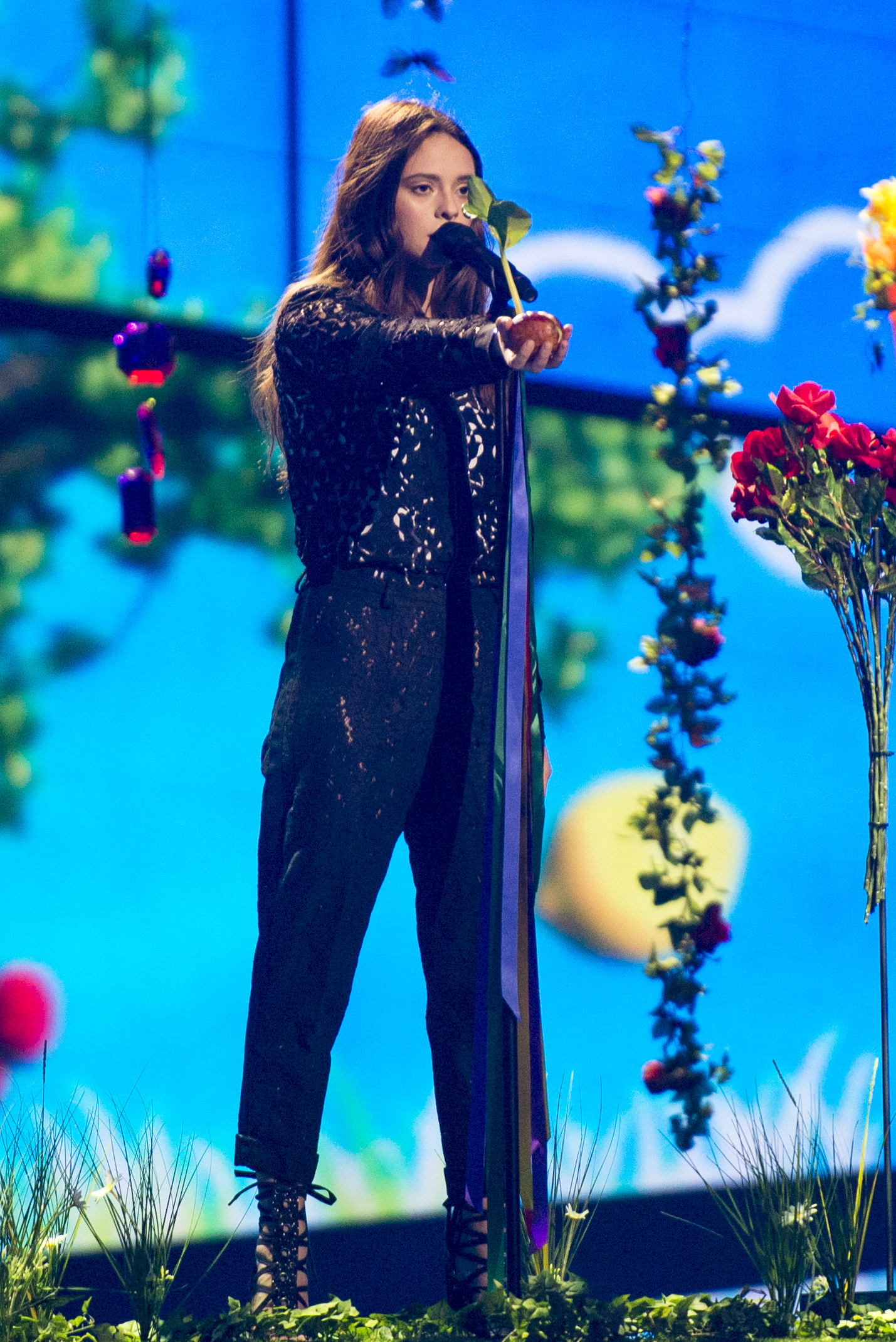
Francesca Michielin sur scène lors de l'Eurovision 2016.

Le groupe Stadio ayant refusé de participer à l'Eurovision 2016, le diffuseur italien Rai a décidé que la chanteuse arrivée deuxième, Francesca Michielin représenterait l'Italie au Concours Eurovision de la chanson 2016. Sa chanson est partiellement traduite pour l'occasion et est renommée No Degree of Separation. Le pays faisant partie du Big Five, la chanteuse est directement qualifiée pour la finale ayant lieu le 14 mai 2016 à Stockholm. Elle s'y classe 16e avec 124 points.